# Eldon (Iowa)
Eldon ist eine Stadt (mit dem Status „City“) im Wapello County im US-amerikanischen Bundesstaat Iowa. Im Jahr 2010 hatte Eldon 927 Einwohner, deren Zahl sich bis 2013 auf 920 leicht verringerte. Das U.S. Census Bureau hat bei der Volkszählung 2020 eine Einwohnerzahl von 783 ermittelt.

## Geografie
Eldon liegt im mittleren Südosten Iowas am Des Moines River, einem rechten Nebenfluss des Mississippi. Dieser bildet rund 110 km östlich die Grenze Iowas zu Illinois; die Grenze zu Missouri verläuft rund 45 km südlich.
Die geografischen Koordinaten von Eldon sind 40°55′07″ nördlicher Breite und 92°13′23″ westlicher Länge. Die Stadt erstreckt sich über eine Fläche von 2,9 km² und ist die größte Ortschaft innerhalb der Washington Township.
Nachbarorte von Eldon sind Batavia (13,8 km nordöstlich), Libertyville (19,7 km ostnordöstlich), Douds (16,3 km südöstlich), Leando (17,1 km in der gleichen Richtung), Floris (13,6 km südwestlich), Ottumwa (23,6 km nordwestlich) und Agency (13,2 km nordnordwestlich).
Die nächstgelegenen größeren Städte sind Waterloo (197 km nördlich), Cedar Rapids (160 km nordnordöstlich), Iowa City (133 km nordöstlich), die Quad Cities in Iowa und Illinois (208 km ostnordöstlich), Peoria in Illinois (277 km östlich), Illinois’ Hauptstadt Springfield (306 km südöstlich), St. Louis in Missouri (381 km südsüdöstlich), Kansas City in Missouri (349 km südwestlich), Nebraskas größte Stadt Omaha (356 km westlich) und Iowas Hauptstadt Des Moines (165 km nordwestlich).

## Verkehr
Der Iowa State Highway 16 führt entlang des Des Moines River als Hauptstraße durch das Stadtgebiet von Eldon. Alle weiteren Straßen sind untergeordnete Landstraßen, teils unbefestigte Fahrwege sowie innerörtliche Verbindungsstraßen.
Mit dem Ottumwa Regional Airport befindet sich 38 km nordwestlich ein Flugplatz für Allgemeine Luftfahrt. Die nächsten Verkehrsflughäfen sind der Des Moines International Airport (167 km nordwestlich), der Eastern Iowa Airport in Cedar Rapids (161 km nordnordöstlich), der Quad City International Airport bei Moline in Illinois (218 km ostnordöstlich) und der Southeast Iowa Regional Airport von Burlington (109 km ostsüdöstlich).

## Bevölkerung
Nach der Volkszählung im Jahr 2010 lebten in Eldon 927 Menschen in 406 Haushalten. Die Bevölkerungsdichte betrug 319,7 Einwohner pro Quadratkilometer. In den 406 Haushalten lebten statistisch je 2,28 Personen.
Ethnisch betrachtet setzte sich die Bevölkerung zusammen aus 98,4 Prozent Weißen, 0,1 Prozent (eine Person) Afroamerikanern, 0,2 Prozent amerikanischen Ureinwohnern sowie 0,3 Prozent aus anderen ethnischen Gruppen; 1,0 Prozent stammten von zwei oder mehr Ethnien ab. Unabhängig von der ethnischen Zugehörigkeit waren 1,1 Prozent der Bevölkerung spanischer oder lateinamerikanischer Abstammung.
24,1 Prozent der Bevölkerung waren unter 18 Jahre alt, 56,5 Prozent waren zwischen 18 und 64 und 19,4 Prozent waren 65 Jahre oder älter. 51,3 Prozent der Bevölkerung waren weiblich.
Das mittlere jährliche Einkommen eines Haushalts lag bei 32.697 USD. Das Pro-Kopf-Einkommen betrug 18.180 USD. 13,6 Prozent der Einwohner lebten unterhalb der Armutsgrenze.

## Bauwerke
- Dibble House, als Denkmal im National Register of Historic Places eingetragen.[9] Vorlage für das Gemälde American Gothic von Grant Wood.